# VT220

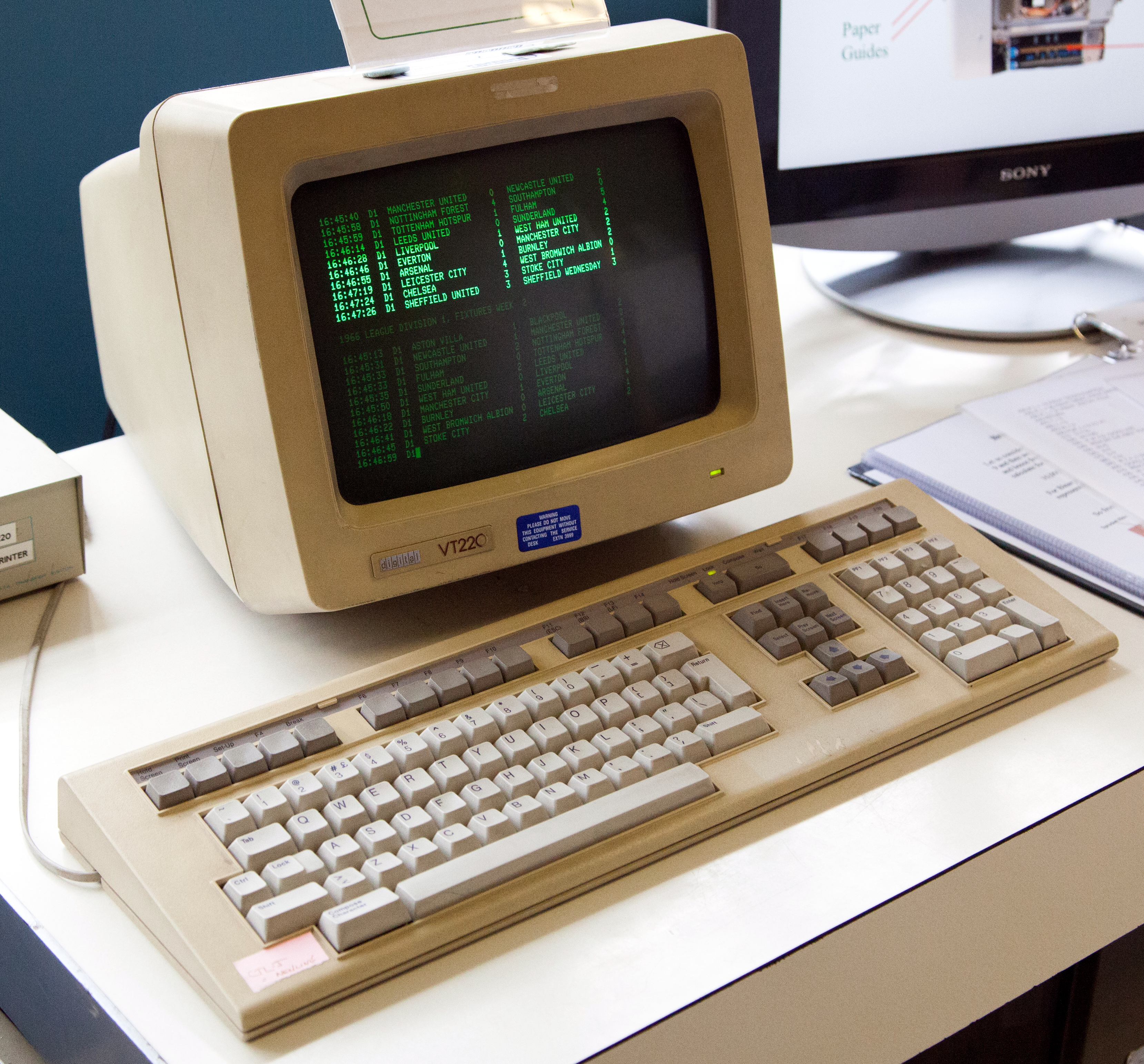
DEC VT220 en el Museo Nacional Británico de Computación.

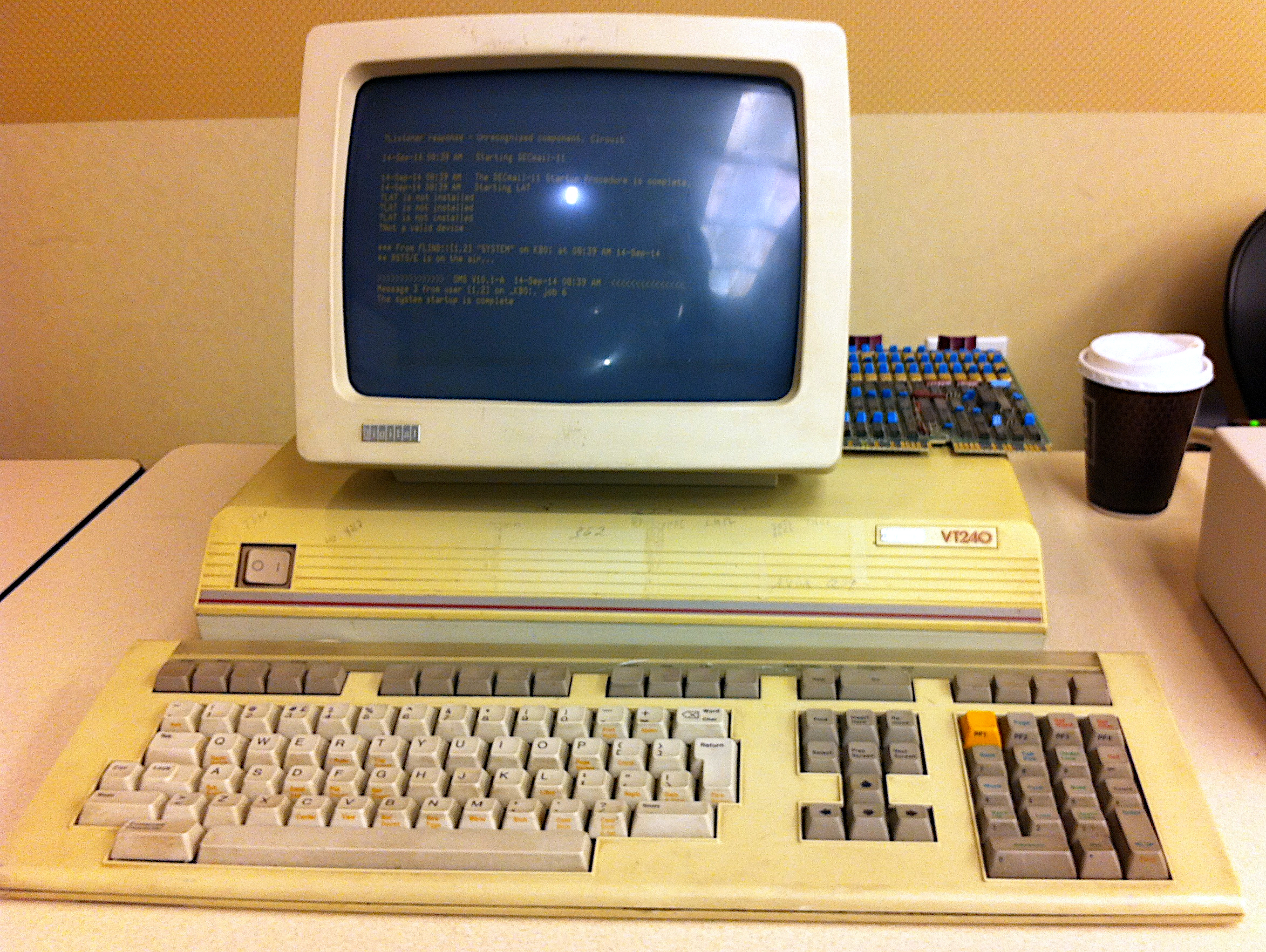
DIC VT240

El VT220 es un terminal informático presentado por Digital Equipment Corporation (DEC) en noviembre de 1983. El VT240 añadió compatibilidad de gráficos vectoriales ReGIS monocromáticos al modelo base, mientras que el VT241 hizo lo mismo en color. La serie 200 reemplazó a la exitosa serie VT100, brindando más funcionalidad en una unidad mucho más pequeña con un teclado mucho más pequeño y liviano. Al igual que el VT100, la serie VT200 implementó un gran subconjunto de ANSI X.364. Entre sus principales mejoras se encuentran una serie de conjuntos de caracteres internacionales, así como la capacidad de definir nuevos conjuntos de caracteres.
La serie VT200 tuvo un gran éxito en el mercado. Su precio de lanzamiento fue de 1295 dólares, pero posteriormente acabó reduciéndose a 795 dólares, el VT220 ofrecía características, paquete y precio con los que ningún otro terminal en serie podía competir en ese momento. En 1986, DEC envió 165 000 unidades, lo que le dio una participación de mercado del 42 %, el doble que la de su competidor más cercano, Wyse. Los competidores se adaptaron introduciendo modelos similares a precios más bajos, lo que llevó a DEC a hacer lo mismo al lanzar la serie VT300, más económica, de 545 dólares en 1987. En ese momento, DEC había enviado más de un millón de VT220.

## Hardware
El VT220 mejoró la serie anterior de terminales VT100 con un teclado rediseñado, un embalaje físico mucho más pequeño y un microprocesador mucho más rápido, el DEC T-11 de DEC, una versión microcontrolador de un solo chip de la minicomputadora PDP-11. El VT220 estaba disponible con monitor de tubo de rayos catódicos que utilizaban fósforos blancos, verdes o ámbar.
El teclado LK201 que venía con el VT220 fue uno de los primeros teclados finos y de longitud completa disponibles; fue desarrollado en las instalaciones de DEC en Roxbury (Massachusetts). Era mucho más pequeño y liviano que la versión VT100 y se conectaba al terminal mediante un cable en espiral más liviano y flexible y una conexión telefónica.

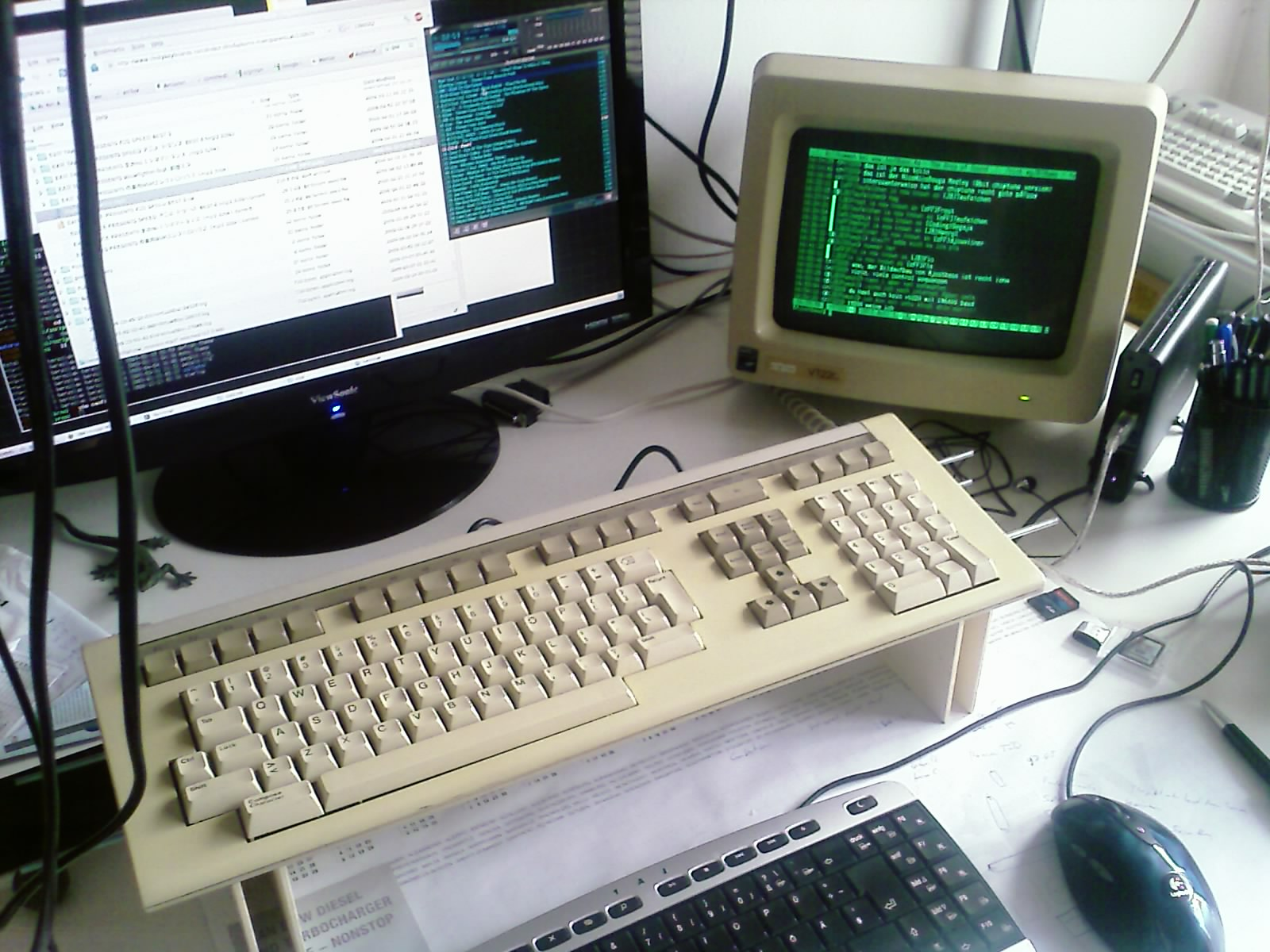
DEC VT220 conectado al puerto serie de un equipo moderno.

## Software
El VT220 fue diseñado para ser compatible con el VT100, pero se añadieron características para hacerlo más adecuado para el mercado internacional. Esto se logró incluyendo una serie de conjuntos de caracteres diferentes que podían seleccionarse mediante una serie de comandos ANSI.
Los glifos se formaban dentro de una cuadrícula de 10 por 10. El terminal se envió con un total de 288 caracteres en su ROM, cada uno formado por un glifo de 8 por 10 píxeles. Usando solo 8 de las columnas se dejó espacio entre los caracteres. Los caracteres incluían 96 caracteres ASCII imprimibles, 67 controles de pantalla, 32 gráficos especiales DEC y un signo de interrogación al revés utilizado para representar caracteres indefinidos.
La solución de DEC a este problema, NRCS, permitió intercambiar glifos de caracteres individuales en el conjunto base de 96 caracteres de 7 bits. Por ejemplo, el conjunto británico hizo una única sustitución, reemplazando el carácter de la almohadilla de los EE. UU. (#) por el signo de libra (£). El terminal incluía 14 conjuntos de reemplazo de este tipo, la mayoría de los cuales intercambiaban alrededor de una docena de caracteres. Esto eliminó la necesidad de enviar 14 versiones del terminal o incluir 14 conjuntos de caracteres diferentes de 7 bits en la ROM.

## Polémica de la tecla Esc
Antes del VT220, en caso de existir una tecla Esc, estaba ubicada en la esquina superior izquierda del teclado. El VT220 la movió a la ubicación actual de la tecla F11, en el medio de la fila superior de teclas. Para los usuarios del editor TECO, en el que se utiliza mucho, esto resultó un inconveniente.

## Legado
Entre 1983 y 1984, durante la fase de diseño del teclado IBM modelo M, el VT220 era un producto nuevo y muy popular. El equipo de diseño de IBM eligiópara emular la distribución del teclado LK201. Las innovaciones clave que IBM copió fueron la forma de T invertida para las flechas de dirección, las teclas de navegación en la parte superior y el teclado numérico a la derecha. Con el tiempo, la popularidad del PC IBM llevaría a que ANSI e ISO estandarizaran el diseño del modelo M. A través de esos estándares, variaciones menores de la distribución del teclado del VT220 han dominado el diseño del teclado desde entonces.